# 埃迪·卡希爾
埃迪·卡希爾（英語：Edmund Patrick "Eddie" Cahill，1978年1月15日—）是美國的一位演員。他最著名的作品包括在六人行中飾演Tag Jones角色，以及在CSI: NY中飾演Don Flack角色。卡希爾出生在紐約。